# Abdallah Djoueria
Abdallah Binti Djoueria (* in Mitsamiouli, Grande Comore, Komoren) ist eine komorische Politikerin und Abgeordnete in der Unionsversammlung.
Die ausgebildete Hebamme arbeitete mehr als 20 Jahre im Centre médico-chirurgical de Mitsamiouli auf Grande Comore. 2004 errang Djoueria einen Sitz im 33-köpfigen Parlament der Union der Komoren, der Unionsversammlung, und vertritt seitdem den Wahlkreis von Grande Comore. Der eigentlich in dem Wahlkreis gewählte Msaidié Houmed war ins Kabinett der Inselregierung berufen worden. Sie war damit die erste weibliche Abgeordnete im Parlament des pazifischen Archipels. Bei den Wahlen 2005 verteidigte sie ihr Mandat.